# Main (évêque de Rennes)
Pour les articles homonymes, voir Main (homonymie).
 Main ou Méen  (mort le 20 août 1076) est évêque de Rennes de 1047 environ à sa mort en 1076.

## Biographie
Main appartient à la puissance lignée féodale des vicomtes d'Aleth ; il est fils d'Hamon II et petit-fils d'Hamon Ier. Avant 1040 l'évêché de Dol qui s'étendait au cœur de leur domaine est donné par Alain III de Bretagne à son favori le fameux « archevêque Juhel ». Après la mort du duc et avant 1047, l'entourage du jeune duc Conan II de Bretagne soucieux d'écarter de l'évêché de Rennes le représentant de la « dynastie des évêques » qui le contrôlait ainsi que l'abbaye Saint-Melaine met à profit la mort de l'« évêque héréditaire » Triscanus pour accorder le siège épiscopal à Main chantre de la cathédrale depuis 1040-1047.
C'est l'évêque Main qui préside en 1047 la grande cérémonie au cours de laquelle le jeune duc est présenté à population de Rennes. Il est présent lors de la fondation du prieuré de Quiberon. Il assiste au concile réformateur de Rome de 1050, à celui de Tours en 1055, et à celui dit de Rennes, tenu en Bretagne en 1069 par le légat du Saint-Siège. Il confirme la donation de Montautour à l'abbaye Saint-Sauveur de Redon en 1048 et donne les églises de Poilley et de Villamée à l'abbaye du Mont-Saint-Michel en 1050. Il meurt le 20 août 1076 selon la « chronique de Saint-Melaine ».

## Sources
- Abbé Amédée Guillotin de Corson, Pouillé Historique de l’archevêché de Rennes, vol. 1, Mayenne, Éditions Régionales de l'Ouest, 1997 (ISBN 2855540836), p. 54 XVII Main
- (la) Jean-Barthélemy Hauréau, Gallia Christiana, vol. XIV Provincia Turonensi, Ecclesia Redonensis, Paris, Firmin-Didot, 1856, p. 745 Episcopi Redonenses XVII Mainus